# 세바스티앵 투탕
세바스티앵 투탕(프랑스어: Sébastien Toutant, 1992년 11월 9일~)은 캐나다의 전직 스노보드 선수로 주 종목은 빅에어와 슬로프스타일이다. 올림픽에 3회 참가했으며 2018년 동계 올림픽 남자 스노보드 빅에어에서 금메달을 획득했다. 또한 세계 선수권 대회에서 은메달 1개를 획득했다.